# Impasse de l'Enfant-Jésus
Impasse de l'Enfant-Jésus är en återvändsgata i Quartier Necker i Paris femtonde arrondissement. Gatan är uppkallad efter Maison de l'Enfant Jésus, nuvarande Hôpital Necker-Enfants malades. Impasse de l'Enfant-Jésus börjar vid Rue de Vaugirard 148.

## Omgivningar
- Saint-Jean-Baptiste-de-La-Salle
- Chapelle Saint-Bernard-de-Montparnasse
- Chapelle Notre-Dame-du-Lys
- Impasse Ronsin
- Rue Dalou
- Rue Dulac

## Bilder
| - Hôpital Necker-Enfants Malades. - Gatuskylt. - Saint-Jean-Baptiste-de-La-Salle. |

## Kommunikationer
- Tunnelbana – linje  – Falguière
- Busshållplats Hôpital des Enfants Malades – Paris bussnät

### Webbkällor
- ”Impasse de l'Enfant-Jésus”. Mairie de Paris. https://web.archive.org/web/20160303172453/http://www.v2asp.paris.fr/commun/v2asp/v2/nomenclature_voies/Voieactu/3303.nom.htm. Läst 4 december 2023.
- ”Impasse de l'Enfant-Jésus (15ème arrondissement)”. Les rues de Paris. https://web.archive.org/web/20160409005654/http://www.parisrues.com/rues15/paris-15-impasse-de-l-enfant-jesus.html. Läst 4 december 2023.